# Pythagoras (propuštěnec)
Pythagoras byl propuštěnec římského císaře Nerona, se kterým se údajně oženil při veřejném obřadu a císař na sebe vzal roli nevěsty.

## Život
O Pythagorově minulosti je známo málo. Je jisté, že byl propuštěncem, který doprovázel Nerona.

## Sňatek s Neronem
V roce 64 nabídl Tigellinus Neronovi během Saturnálií řadu hostin, po jejichž několika dnech Nero uzavřel s Pythagorem sňatek:

... snížil se k tomu, aby se oženil s jedním z toho špinavého stáda, jménem Pythagoras, se všemi formami řádného manželství. Přes císaře byl položen svatební závoj, lidé viděli svědky obřadu, svatební věno, pohovku i svatební pochodně, zkrátka bylo jasně vidět všechno, co i při svatbě ženy skrývá tma.

## Doryforos
Suetonius vypráví příběh o tom, že se Neronova nevěsta jmenovala „Doryforos“. Tacitus i Dio Cassius se zmiňují pouze o Pythagorovi. Podle spisovatele Champlina je nepravděpodobné, že by došlo k druhé takové skandální svatbě, aniž by to bylo zaznamenáno. Dospěl tedy k názoru, že Suetonius si spletl jméno. Doryforos, jeden z nejbohatších a nejmocnějších Neronových propuštěnců, zemřel v roce 62 před Tigellinovými hostinami, kde byl Nero, pokrytý kůžemi divokých zvířat, vypuštěn z klece a napadal intimní partie mužů a žen přivázaných ke kůlům, načež byl propuštěn svým propuštěncem Doryforem. Vzhledem k tomu, že „doryforos“ znamená stejně jako socha „nosič kopí“ (Δορυφόρος), je možné, že latinizované slovo mělo právě velké písmeno.